# Bruno Munari
Bruno Munari (24 d'octubre de 1907 - 30 de setembre de 1998) va ser un artista i dissenyador italià, que va contribuir en molts fonaments de les arts visuals (pintura, escultura, cine), arts no visuals (literatura, poesia i didàctica amb la investigació del joc del subjecte, la infància i la creativitat), del disseny industrial i gràfic, va ser un artista polifacètic el qual va fer incursions amb èxit en diferents àrees del coneixement, des del disseny industrial, arquitectònic i editorial amb el disseny de llibres. Una de les seues aportacions fonamentals està en el llibre "Da cosa nasce cosa - Laterza (1981)" Traduït al castellà per "¿Cómo nacen los objetos? - GG Diseño", on ens planteja una metodologia per al disseny, per a qualsevol tipus de disseny. Els passos de la seua metodologia pareixen vigents més de dues dècades després de ser escrits i és ací on es fonamenta la base teòrica dels futurs treballs d'aclarir el procés de disseny més enllà que una simple forma d'inspiració, sinó de treball quotidià d'un científic artista o d'un artista científic. Els passos que proposa són:
- Problema.
- Definició del problema.
- Elements del problema.
- Recopilació de dades.
- Anàlisi de dades.
- Creativitat.
- Materials i tecnologia.
- Experimentació.
- Models.
- Verificació.
- Dibuixos constructius.
- Solució visual.

## Biografia
Bruno Munari va nàixer a Milà però va passar gran part de la seua infància i adolescència a Badia Polesine. El 1925 va tornar a Milà on va començar a treballar amb el seu oncle, que era enginyer. El 1927 va seguir a Marinetti i el moviment futurista, mostrant el seu treball en moltes exposicions. Tres anys més tard es va associar a Riccardo Castegnetti (Riques), amb qui va treballar com a gràfic fins a 1938. El 1928 va signar amb Aligi Sassu el Manifesto della pintura, que postula la representació de formes antinaturalístiques. Durant un viatge a París, el 1933, va trobar a Louis Aragon i André Breton. A partir de 1939 i fins a 1945 va treballar com a dissenyador gràfic en la premsa per a la redacció de Mondadori, i com a director d'art de la Revista Tempo. Al mateix temps escrivia llibres per a xiquets, originàriament creats pel seu fill Alberto. El 1948, Munari, Gillo Dorfles, Gianni Monnet i Atanasio Soldati, van fundar el moviment Art Concreta.

## Obra
- Munari (1981). ¿Cómo nacen los objetos? Apuntes para una metodología proyectual. Mèxic, GG Diseño.
- Munari, Bruno - Agostinelli, Enrica. La Caputxeta Vermella, Verda, Groga, Blava i Blanca. Il·lustracions Bruno Munari i Enrica Agostinelli. Traducció Anna Gasol. EDITORIAL BARCANOVA, S.A.